# Fibrado cotangente
En geometría diferencial, el fibrado cotangente de una variedad es la unión de todos los espacios cotangentes en cada punto de la variedad.

## Uno-formas
Las secciones diferenciables del fibrado cotangente son uno-formas diferenciales, también se llaman formas de Pfaff o formas pfaffianas.

## El fibrado cotangente como espacio de fase

### Forma simpléctica
El fibrado cotangente tiene una 2-forma simpléctica canónica en él, como derivada exterior de la uno-forma canónica.
La uno-forma asigna a un vector en el fibrado tangente del fibrado cotangente la aplicación del elemento en el fibrado cotangente (una funcional lineal) a la proyección del vector en el fibrado tangente (el diferencial de la proyección del fibrado cotangente a la variedad original). Se puede probar que la derivada exterior de esta forma es simpléctica observando que el ser simpléctico es una propiedad local: puesto que el fibrado cotangente es localmente trivial, esta definición necesita solamente ser comprobada en Rn × Rn. Pero allí la uno forma definida es la suma de yidxi, y el diferencial es la forma simpléctica canónica, la suma de dyi∧dxi.

### El espacio de fase
Si la variedad M representa el conjunto de posiciones posibles en un sistema dinámico, entonces el fibrado cotangente de T*M se puede pensar como el conjunto de posible posiciones y momentos. Por ejemplo, esto es una manera fácil de describir el espacio de fase (no trivial) de un péndulo esférico tridimensional: una bola masiva obligada a moverse a lo largo de una 2-esfera. La construcción simpléctica antedicha, junto con una función apropiada de energía, da una determinación completa de la física del sistema. Vea mecánica hamiltoniana para más información.

## Asuntos relacionados
- fibrado tangente

- Datos: Q1142143